# Редежа
Ре́дежа — деревня в Сабском сельском поселении Волосовского района Ленинградской области.

## История
На шведской «Генеральной карте провинции Ингерманландии» 1704 года упоминается деревня под названием Retios.
Как деревня Ретиосы она обозначена на «Географическом чертеже Ижорской земли» Адриана Шонбека 1705 года.
На карте Санкт-Петербургской губернии Я. Ф. Шмидта 1770 года — как деревня Муравейно.
На карте Санкт-Петербургской губернии Ф. Ф. Шуберта 1834 года — как деревня Редежи.

РЕДИЖИ — деревня принадлежит штабс-капитану Конискому, число жителей по ревизии: 22 м. п., 24 ж. п. (1838 год)

Упоминается на карте Ф. Ф. Шуберта 1844 года как деревня Редежи.

РАДЕЖИ БОЛЬШИЕ и МАЛЫЕ — деревни госпожи Браиловой, по просёлочной дороге, число дворов — 6 и 2, число душ — 36 м. п. (1856 год)

РАДЕЖИ — деревня владельческая при реке Луге, число дворов — 10, число жителей: 22 м. п., 36 ж. п.; Часовня православная. (1862 год)

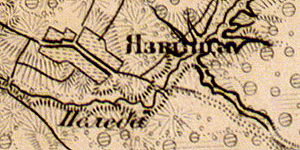
Деревня Редежа на карте 1863 года

Согласно карте из «Исторического атласа Санкт-Петербургской Губернии» 1863 года деревня называлась Радежи.
В 1900 году, согласно «Памятной книжке Санкт-Петербургской губернии», земли имения Редежи принадлежали: запасному писарю Ивану Семёновичу Комиссарову — 40 десятин, Обществу крестьян деревни Глубоко, Осьминской волости, Гловского уезда — 80 десятин и крестьянину Алексею Тимофееву с товарищами — 467 десятин.
В конце XIX века деревня административно относилась к Красногорской волости 2-го стана Лужского уезда Санкт-Петербургской губернии, в начале XX века — 1-го стана 2-го земского участка.
С 1917 по 1919 год деревня Редежи входила в состав Шипинского сельсовета Красногорской волости Лужского уезда.
С 1920 года в составе Хилокского сельсовета.
С 1923 года в составе Осьминской волости Кингисеппского уезда.
С 1926 года в составе Райковского сельсовета. Согласно данным переписи населения СССР 1926 года в деревне Редежи проживали 106 человек, все русские.
С августа 1927 года в составе Осьминского района. С ноября 1927 года в составе Сабского сельсовета.
В 1928 году население деревни Редежи составляло 156 человек.
По данным 1933 года деревня называлась Редежи и входила в состав Сабского сельсовета Осьминского района.

Деревня Редежа на карте 1940 года

Согласно топографической карте РККА 1940 года деревня называлась Редьежи и насчитывала 20 дворов.
C 1 августа 1941 года по 31 декабря 1943 года деревня находилась в оккупации.
С 1961 года в составе Волосовского района.
С 1963 года в составе Кингисеппского района.
С 1965 года вновь в составе Волосовского района. В 1965 году население деревни Редежи составляло 53 человека.
По данным 1966, 1973 и 1990 годов деревня Редежа также находилась в составе Сабского сельсовета Волосовского района.
В 1997 году в деревне Редежа проживали 3 человека, деревня относилась к Сабской волости, в 2002 году — 19 человек (все русские), в 2007 году — 8, в 2010 году — 10 человек.

## География
Деревня расположена в юго-западной части района к востоку от автодороги 41А-186 (Толмачёво — автодорога «Нарва»).
Расстояние до административного центра поселения — 10 км.
Расстояние до ближайшей железнодорожной станции Молосковицы — 50 км.
Деревня находится на левом берегу реки Луга.

## Демография
| 1838 | 1862 | 1997 | 2002 | 2007 | 2010 | 2014 |
| ---- | ---- | ---- | ---- | ---- | ---- | ---- |
| 46   | ↗58  | ↘3   | ↗19  | ↘8   | ↗10  | ↘6   |
| 2017 |      |      |      |      |      |      |
| →6   |      |      |      |      |      |      |

### Национальный состав
Согласно данным Всероссийской переписи населения 2021 года в деревне проживали 14 человек, все русские.